# Regeneração (ecologia)
Regeneração em ecologia é um processo de recomposição de uma forma de vegetação, anteriormente eliminada de uma determinada área.
A regeneração pode ser natural ou artificial. É natural quando ocorre apenas pela ação da fauna e do banco de semente autóctone.
Durante a regeneração da vegetação de uma determinada área, com pouca ou nenhuma diversidade presente, diferentes tipos de formações vegetais vão de sucedendo, até o restabelecimento da vegetação nativa. Esta pode ser uma floresta, uma savana, uma pradaria, ou qualquer outra forma de vegetação. Isso acontece porque existem diferentes graus de maturidade, tamanho, composições de espécies, fazendo com que haja uma dinâmica de sucessão. Essa sucessão é influenciada por fatores bióticos, abióticos, intrínsecos e extrínsecos a uma determinada área.  
Os locais onde a regeneração natural ocorre sem manejo apresentam normalmente densidade e diversidade de espécies, remanescentes da vegetação nativa,solo pouco compactado e baixa presença de espécies invasoras.
Identificado o potencial de regeneração de uma área, medidas podem ser tomadas para facilitar que a regeneração natural ocorra, como cercamento da área, controle de espécies invasoras, controle de formigas cortadeiras, adubação e plantio de enriquecimento, nucleação e adensamento.
Na recuperação de áreas degradadas utilizando a regeneração natural, deve-se levar em conta a matriz vegetacional do local. Em casos onde essa matriz seja caracterizada por culturas agrícolas, a regeneração natural pode ser extremamente lenta ou mesmo não ocorrer.
A regeneração natural pode reduzir o custo de restauração em áreas apropriadas para tal, pois as espécies são mais adaptáveis e diminuem as perdas, podendo também apresentar rápido incremento de biomassa, considerando que as espécies nativas estão adaptadas às condições do local. O ambiente restaurado naturalmente apresenta maior semelhança com o ambiente natural anterior e normalmente maior diversidade de espécies. 
https://www.embrapa.br/codigo-florestal/regeneracao-natural-sem-manejo
http://www.pucgoias.edu.br/ucg/prope/cpgss/ArquivosUpload/36/file/Continua/CARACTERIZA%C3%87%C3%83O%20DA%20REGENERA%C3%87%C3%83O%20NATURAL%20DA%20MATA%20CILIAR%20DO%20C%C3%93%E2%80%A6.pdf